# Strange Tales
Strange Tales est un comics édité par Atlas Comics et Marvel Comics. Plusieurs personnages y sont apparus pour la première fois comme Docteur Strange, ou HYDRA. Ce comics fait partie de l'Âge d'argent des comics.

## Histoire
De septembre 1931 à janvier 1933 sont sortis sept magazines Pulp sous le nom de "Strange Tales of Mystery and Terror". Mais seul le titre lie ce pulp au comic book qui sort 20 ans plus tard.
Marvel Comics a sorti 168 numéros de juin 1951 à mai 1968. Le magazine aborde divers sujets, horreur, fantastique, Monstre, science-fiction  puis Super-héros...
Beaucoup de monstres et héros créés par Jack Kirby dans ce magazine furent plus tard intégrés à l'univers Marvel classique.
Lorsque Stan Lee relance des comics de super-héros suivant la voie ouverte par DC Comics, il remplace les monstres par des super-héros qui se partagent le comic book. Dans Strange Tales apparaissent le Docteur Strange et la torche humaine remplacée ensuite par Nick Fury, agent of S.H.I.E.L.D. Le docteur Strange est au début dessiné par Steve Ditko mais celui-ci abandonne le magazine au no 146 et quitte Marvel pour Charlton Comics. Il est remplacé par Bill Everett sur 6 numéros avant que Marie Severin arrive.
Les deux dernières séries en date (2009 et 2011) sont des parodies des personnages super-héros de Marvel.

## Liste des personnages créés dans le magazine
- Gorgolla - Strange Tales vol.1 #74
- Taboo - Strange Tales vol.1 #75
- Grogg - Strange Tales vol.1 #83
- Fin Fang Foom - Strange Tales vol.1 #89
- Orrgo - Strange Tales vol.1 #90
- Dr Strange - Strange Tales vol.1 #110
- Nightmare - Strange Tales vol.1 #110
- Agamotto - Strange Tales vol.1 #115
- Dormammu - Strange Tales vol.1 #126
- Clea - Strange Tales vol.1 #126
- HYDRA - Strange Tales vol.1 #135
- Wong - Strange Tales vol.1 #147
- Clay Quartermain - Strange Tales vol.1 #163
- Frère Vaudou - Strange Tales vol.1 #169
- Magus - Strange Tales vol.1 #179
- Pip le Troll (en) - Strange Tales vol.1 #179
- Gamora - Strange Tales vol.1 #180

## Collaborateurs
Jack Kirby, Steve Ditko, Jim Steranko, Frank Giacoia, Sol Brodsky, Len Wein, Herb Trimpe, Don Heck, Mike Sekowsky, Ed Winiarski, George Klein, Syd Shores, Vincent Alascia, Dave Gantz, Ernie Hart, Kin Platt, Dick Ayers, Carl Burgos, George Tuska, Paul Reinman, Manny Stallman, Bill Everett, John Romita, Sr., Bill LaCava, Stan Lee, Carl Hubbell, Lou Mougin, Jim Mooney, Bill Benulis, Gene Colan, Tony DiPreta, Ed Goldfarb,  Larry Woromay,  Werner Roth,  Joe Maneely, Carmine Infantino, Bernie Krigstein,  George Roussos,  Sam Kweskin,  Vic Dowling, Harry Anderson, Bob Brown, Sy Barry,  Louis Zansky, C. A. Winter, Dick Briefer, Joe Sinnott, Dan Adkins, Al Feldstein

## Publication en France
Nombre des histoires publiées dans ce comic sont parues en français dans les années 60 à 80, dans les petits formats de la Collection Comics Pocket (Eclipso, Etranges Aventures,  Hulk, Vengeur etc.) ou aux Éditions Lug dans  Strange Spécial Origines.